# 음운론의 원리
《음운론의 원리》(독일어: Grundzüge der Phonologie)는 러시아 언어학자 트루베츠코이의 음운론 저서이다. 페르디낭 드 소쉬르의 ≪일반언어학≫, 블룸필드의 ≪언어≫와 함께 언어학사의 삼대 고전으로 불린다.

## 작품 소개
트루베츠코이는 음운론과 기능 음성학의 창시자로 불리는 사람이다. 그가 쓴 ≪음운론의 원리≫는 학파를 막론하고 지나칠 수 없는 중요한 책이다. 이 책은 음운론을 처음 집대성했으며, 많은 학자들이 이 책을 기초로 하여 이론을 발전시켜 나갔다. 
트루베츠코이는 1928년 헤이그에서 열린 국제언어학자대회에 야콥손, 카르쳅스키와 함께 ‘22제안’을 제출해 처음 음운론을 독자적인 학문으로 탄생시켰다. 1930년에는 국제음운론학회가 처음 개최되고 마르티네, 뱅베니스트 등 프랑스, 네덜란드, 노르웨이, 스웨덴, 덴마크 등의 언어학자들과 국제음운학협회를 창립했다. 또한 그는 연구를 계속해 1935년 ≪음운론적인 서술을 집필했는데, 이 책에서 음운론에 기초가 되는 정의를 내리고, 여러 규칙들을 형상화했다.
트루베츠코이는 ≪음운론의 원리≫를 완성하지 못하고 1938년 세상을 떠났다. 그러나 미완의 상태에도 불구하고 이 책은 거의 완벽에 가까웠다. 음성학과 음운학을 왜 구분해야 하는지, 랑그와 파롤은 어떤 차이가 있는지, 음성과 음성 부호 중 무엇이 중요하며 어느 것을 연구해야 할 것인지 등 수많은 문제들의 실마리를 제공했다. 또한 문제를 제기하는 데 그치지 않고 지구 상의 모든 지역, 모든 언어에 대한 호기심을 드러냄으로써 많은 예시를 들어 그의 이론을 설명했다. 사람들은 프라하학파의 언어학이 곧 트루베츠코이의 언어학이며, 나아가 그의 학문이 곧 구조주의 언어학의 중심이라 말한다.
책에서는 변별성 이론에 대한 기본 개념으로 변별적 음운 대립을 이야기하고 음소와 변이음을 구별했다. 또한 음소와 변이음을 구별하는 데 필요한 네 가지 규칙을 설정했으며, 음소와 음소 연쇄를 구별하기 위하여 단음소적 가치와 다음소적 가치를 설정했다. 그리고 변별적 음성 특성을 모음적 특성, 자음적 특성, 운율적 특성의 세 부류로 나누고, 모음의 특성으로 조음 부위, 간극도, 공명성을, 자음의 특성으로는 조음부위, 장애극복양태, 공명성을 들었다.

## 서지 정보
- 한문희 역, 2009년, 지식을만드는지식[깨진 링크(과거 내용 찾기)] ISBN 978-89-6228-406-5